# Okręg wyborczy nr 106 do Sejmu Polskiej Rzeczypospolitej Ludowej (1989–1991)
Okręg wyborczy nr 106 do Sejmu Polskiej Rzeczypospolitej Ludowej (1989–1991) obejmował województwo zamojskie. W ówczesnym kształcie został utworzony w 1989. Wybieranych było w nim 5 posłów w systemie większościowym.
Siedzibą okręgowej komisji wyborczej był Zamość.

## Wybory parlamentarne 1989

### Mandat nr 414 –Polska Zjednoczona Partia Robotnicza
| Kandydat | I tura | I tura | II tura | II tura |
| Kandydat | Głosów | %      | Głosów  | %       |
| --- | ------ | ------ | ------- | ------- |
| Hanna Piłat | 31 592 | 16,28  | 36 739  | 37,01   |
| Ryszard Bartosz                                                                                                | 16 057 | 8,27   | 53 508  | 53,91   |
| Jan Hawrylak                                                                                                   | 13 514 | 6,96   | —       | —       |
| Marek Tęcza | 11 603 | 5,98   | —       | —       |
| Adolf Małyszek                                                                                                 | 7553   | 3,89   | —       | —       |
| Henryk Pasternak                                                                                               | 4977   | 2,56   | —       | —       |
| Stanisław Olko                                                                                                 | 4886   | 2,52   | —       | —       |
| Liczba głosów ważnych: 194 094 (I tura) • 99 255 (II tura) Źródło: Państwowa Komisja Wyborcza I tura i II tura |        |        |         |         |

### Mandat nr 415 –Polska Zjednoczona Partia Robotnicza
| Kandydat | I tura | I tura | II tura | II tura |
| Kandydat | Głosów | %      | Głosów  | %       |
| --- | ------ | ------ | ------- | ------- |
| Marian Wysocki                                                                                                 | 33 845 | 16,18  | 27 302  | 27,46   |
| Zbigniew Kawałko                                                                                               | 26 626 | 12,73  | 57 287  | 57,63   |
| Ryszard Piekarski                                                                                              | 24 678 | 11,79  | —       | —       |
| Liczba głosów ważnych: 209 236 (I tura) • 99 407 (II tura) Źródło: Państwowa Komisja Wyborcza I tura i II tura |        |        |         |         |

### Mandat nr 416 –Zjednoczone Stronnictwo Ludowe
| Kandydat | I tura | I tura | II tura | II tura |
| Kandydat | Głosów | %      | Głosów  | %       |
| --- | ------ | ------ | ------- | ------- |
| Stanisław Majewski                                                                                             | 34 893 | 17,03  | 32 843  | 33,13   |
| Jan Kowalik | 20 302 | 9,88   | 53 479  | 53,95   |
| Jerzy Polak | 19 695 | 9,59   | —       | —       |
| Tadeusz Maciocha                                                                                               | 14 504 | 7,06   | —       | —       |
| Liczba głosów ważnych: 205 458 (I tura) • 99 122 (II tura) Źródło: Państwowa Komisja Wyborcza I tura i II tura |        |        |         |         |

### Mandat nr 417 – bezpartyjny
| Kandydat                                                          | Głosów  | %     |
| ----------------------------------------------------------------- | ------- | ----- |
| Henryk Wujec                                                      | 172 500 | 79,48 |
| Helena Hass                                                       | 23 756  | 10,95 |
| Stanisław Barchacki                                               | 7782    | 3,59  |
| Liczba głosów ważnych: 217 046 Źródło: Państwowa Komisja Wyborcza |         |       |

### Mandat nr 418 – bezpartyjny
| Kandydat                                                          | Głosów  | %     |
| ----------------------------------------------------------------- | ------- | ----- |
| Stanisław Majdański                                               | 150 602 | 72,92 |
| Henryk Szymański                                                  | 13 657  | 6,61  |
| Krzysztof Maksymiuk                                               | 12 309  | 5,96  |
| Janusz Różański                                                   | 5848    | 2,83  |
| Ryszard Jaremek-Kudła                                             | 5367    | 2,60  |
| Liczba głosów ważnych: 206 540 Źródło: Państwowa Komisja Wyborcza |         |       |